# IntEnz
IntEnz is een vrij toegankelijke databank die informatie indexeert over enzymen gerangschikt op EC-nummer. De database is de officiële versie van het EC-systeem, dat is ontwikkeld door de International Union of Biochemistry and Molecular Biology (IUBMB). Het werd samengesteld in samenwerking met het Zwitserse Instituut voor Bioinformatica (SIB). IntEnz biedt de aanbevelingen voor de nomenclatuur en de classificatie van enzymen en de bijbehorende reacties.